# Георг Кристоф фон Арним
Георг Кристоф фон Арним (на немски: Georg Christoph von Arnim; * 27 юни 1723 в Лик/Елк в Мазурия, Източна Прусия; † 16 октомври 1789 в Арнолдсмюле/Фабрицна, окръг Бреслау/Вроцлав в Полша) е благородник от род Арним в Бранденбург и кралски пруски генерал-лейтенант.
Той е вторият син на поковник Антон Детлеф фон Арним, господар в Гютерберг и Шварцензее (1680 – 1744) и съпругата му Мария Елизабет фон Равен-Холтцендорф (1695 – 1739), дъщеря на Вернер фон Равен (1663 – 1715) и София Елизабет фон Равен (1667 – 1737). Внук е на Ханс Кристоф фон Арним († 1709) и Хелена Сабина фон Шверин (1647 – 1706). Потомък е на Бернд I фон Арним ’Стари’ († 1534). Брат е на Ханс Ернст фон Арним (1717 – 1782) и Антоанета Луиза фон Арним (1718 – 1754), омъжена 1740 г. за Ернст Август фон Берг (1715 – 1769).
От 12 октомври 1736 г. Георг Кристоф фон Арним посещава „Рицарската академия“ в Бранденбург и на 25 декември 1738 г. става юнкер в Пруската войска и участва в похода 1740/42 г. На 3 октомври 1745 г. той става лейтенант и след това на 27 май 1756 г. шабен ритмайстер. През 1757 г. той е майор, на 27 август 1758 г. полковник-лейтенант и на 11 септември 1764 г. полковник.
На 28 април 1764 г. той е командир на регимент „фон Рьодер“ и на 16 юни 1769 г. шеф на регимент „фон Волдек“. След три месеца на 7 септември 1769 г. той е повишен на генерал-майор и на 20 май 1785 г. на генерал-лейтенант.
От 1741 г. Георг Кристоф фон Арним участва във всички походи и не е пленен и ранен. Заради смелостта му в битката при Росбах на 5 ноември 1757 г. крал Фридрих II го награждава с ордена Pour le Mérite. Арним се пенсионира на 22 септември 1785 г. с пенсия от 2 000 талер.

## Фамилия
Георг Кристоф фон Арним се жени 1779 г. за Анна Мария фон Мюнхов († 29 октомври 1784) от род Насау. Бракът е бездетен.
Георг Кристоф фон Арним се жени втори път на 13 юли 1787 г. в Арнолдсмюле, окр. Бреслау за графиня Йохана Фридерика Бенигна фон Зандретцки и Зандрашютц (* 14 ноември 1746, Цобтен; † 12 декември 1789, Арнолдсмюле), вдовица на генерал Йохан Фердинанд фон Щехов (1718 – 1778). Бракът е бездетен.